# Hinsdale megye
Hinsdale megye az Amerikai Egyesült Államokban, azon belül Colorado államban található. Megyeszékhelye és legnagyobb városa Lake City. Lakosainak száma 788 fő (2020. április 1.).

## Szomszédos megyék
- Gunnison megye (észak)
- Saguache megye (északkelet)
- Mineral megye (kelet)
- Archuleta megye (délkelet)
- La Plata megye (délnyugat)
- San Juan megye (nyugat)
- Ouray megye (északnyugat)

## Népesség
A megye népességének változása:
| Lakosok száma | 846  | 835  | 809  | 813  | 774  | 788  |
|               | 2010 | 2011 | 2012 | 2013 | 2015 | 2020 |